# Uddens IF
Uddens IF var en idrottsförening i Göteborg, som bildades 1930 och lades ner i mitten av 1950-talet. Föreningen bedrev ishockey, bandy och fotboll.
Den 26 februari 1938 spelade Uddens IF mot IF Fellows en ishockeymatch på Dämmet i Krokslätt, Mölndal. Det var den första ishockeymatchen som spelats i Göteborgsområdet. Inom ishockeyn hann Uddens IF bärga tre DM-titlar innan man uppgick i Gais.  Föreningen var dessutom med om att spela den första hockeymatchen i Västergötland. Det var en uppvisningsmatch mot Göteborgsklubben Hisingen, som spelades i Alingsås den 18 februari 1940 vid sjön Gärdskens kallbadhus.